# 岛厚头啸鹟
岛厚头啸鹟（学名：Pachycephala phaionota），是啸鹟科啸鹟属的一种，为印度尼西亚的特有种。该物种的保护状况被评为无危。
岛厚头啸鹟的栖息地包括种植园、亚热带或热带的红树林和亚热带或热带的（低地）干燥疏灌丛。